# Mesoleptus elegantulus
Mesoleptus elegantulus là một loài tò vò trong họ Ichneumonidae.